# Caterina Assandra
Caterina Assandra (1590 - c.1618) va ser una compositora italiana i monja benedictina. Va escriure nombrosos motets i diverses composicions per a òrgan, amb tablatura alemanya.
Va estudiar contrapunt amb Benedetto Re, un dels mestres majors de la catedral de Pavia, qui li va dedicar una òpera el 1607. El seu talent musical va ser comentat per l'editor Lomazzo a l'inici de la seva carrera, en la dedicatòria del treball de Giovanni Paolo Cim. S'han conservat els seus llibre de motets, «Motetti à due, & tre voci, op.2», dedicats al bisbe de Pavia el 1609, però la seva òpera Opus 1 s'ha perdut.
El 1609 Caterina va prendre els vots i va entrar al monestir benedictí de Sant'Agata, en Lomellina, prenent el nom religiós d'Àgata. Allí va continuar component, incloent una col·lecció de motets en el nou estil concertato de Milà, un Salvi Regina a vuit veus el 1611, i un motet per a quatre veus, Auditi verbum Dominum, el 1618. Els motets d'Assandra van ser d'entre els primers a ser publicats a Milà en l'estil romà.
L'obra d'Assandra va ser innovadora i tradicional al mateix temps.